# Seznam nosilcev spominskega znaka Ljutomer 1991
Seznam nosilcev spominskega znaka Ljutomer 1991.

## Seznam
(datum podelitve - ime)
- 12. januar 2001 - Milan Bolkovič - Marijan Hanžel - Miran Jergovič - Danijel Kaučič - Srečko Korošec - Branko Kosi - Drago Melin - Peter Mesarič - Bojan Nemec - Milan Rebrec - Alojz Semenič